# Sonate K. 143
La sonate K. 143 en ut majeur, est une œuvre pour clavier du compositeur italien Domenico Scarlatti.

## Présentation
La sonate K. 143, en ut majeur, est notée Allegro. La pièce est très exigeante techniquement : dans un tempo rapide, se présente une succession de tierces, sixtes et octaves parallèles, ainsi que des déplacements par mouvements contraires que le compositeur n'utilise plus ensuite.
Les sonates K. 141, 142, 143 et 144, ne se trouvent dans aucune des sources italiennes. Malcolm Boyd classe l'œuvre dans les sonates douteuses.

## Manuscrits
Le manuscrit principal est la copie sans doute destinée à Sebastián de Albero (Add. Ms. 31553, no 43), dont la paire clôt le volume. Il est ensuite en possession de John Worgan qui, partiellement, le publie à Londres en 1752 et 1771. La sonate figure également dans le manuscrit de Saragosse no 58 fos 115v-117r.

## Interprètes
La sonate K. 143 est défendue au piano, notamment par Soyeon Lee (2017, Naxos, vol. 21) et Christoph Ullrich (2019, Tacet, vol. 3) ; au clavecin par Scott Ross (1985, Erato), Richard Lester (2003, Nimbus, vol. 7) et Pieter-Jan Belder (Brilliant Classics, vol. 4).

## Sources
: document utilisé comme source pour la rédaction de cet article.
- Ralph Kirkpatrick (trad. de l'anglais par Dennis Collins), Domenico Scarlatti, Paris, Lattès, coll. « Musique et Musiciens », 1982 (1re éd. 1953 (en)), 493 p. (ISBN 978-2-7096-0118-4, OCLC 954954205, BNF 34689181).
- Alain de Chambure, « Domenico Scarlatti : Intégrale des sonates — Scott Ross », Erato (2564-62092-2), 1985 (OCLC 891183737) .
- (en) Malcolm Boyd, Domenico Scarlatti : master of music, New York, Macmillan, 1987, xi-302 (OCLC 470280952, BNF 42875007, lire en ligne)
- (es) Celestino Yáñez Navarro (thèse), Nuevas aportaciones para el estudio de las sonatas de Domenico Scarlatti. Los manuscritos del Archivo de Música de las Catedrales de Zaragoza, Universitat Autònoma de Barcelona, 2016 (lire en ligne).